# (126) Веледа
(126) Веледа (нем. Velleda) — астероид главного пояса, который принадлежит к светлому спектральному классу S. Он был обнаружен 5 ноября 1872 года французским астрономом Полем Анри в Парижской обсерватории и назван в честь Веледы, древнегерманской пророчицы, сыгравшей большую роль в восстании батавов. Это был первый открытый им астероид. В общей сложности он и его брат Проспер Анри обнаружили 14 астероидов.

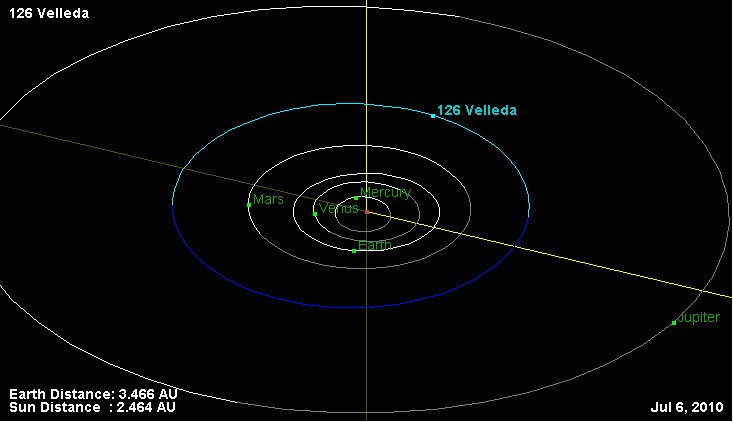
Орбита астероида Велледа и его положение в Солнечной системе

Этот астероид делает оборот вокруг своей оси за 5 дней 8 часов и 44 минуты. Во время каждого оборота яркость астероида меняется на 0,22 звёздной величины.